# Otto Kilburger

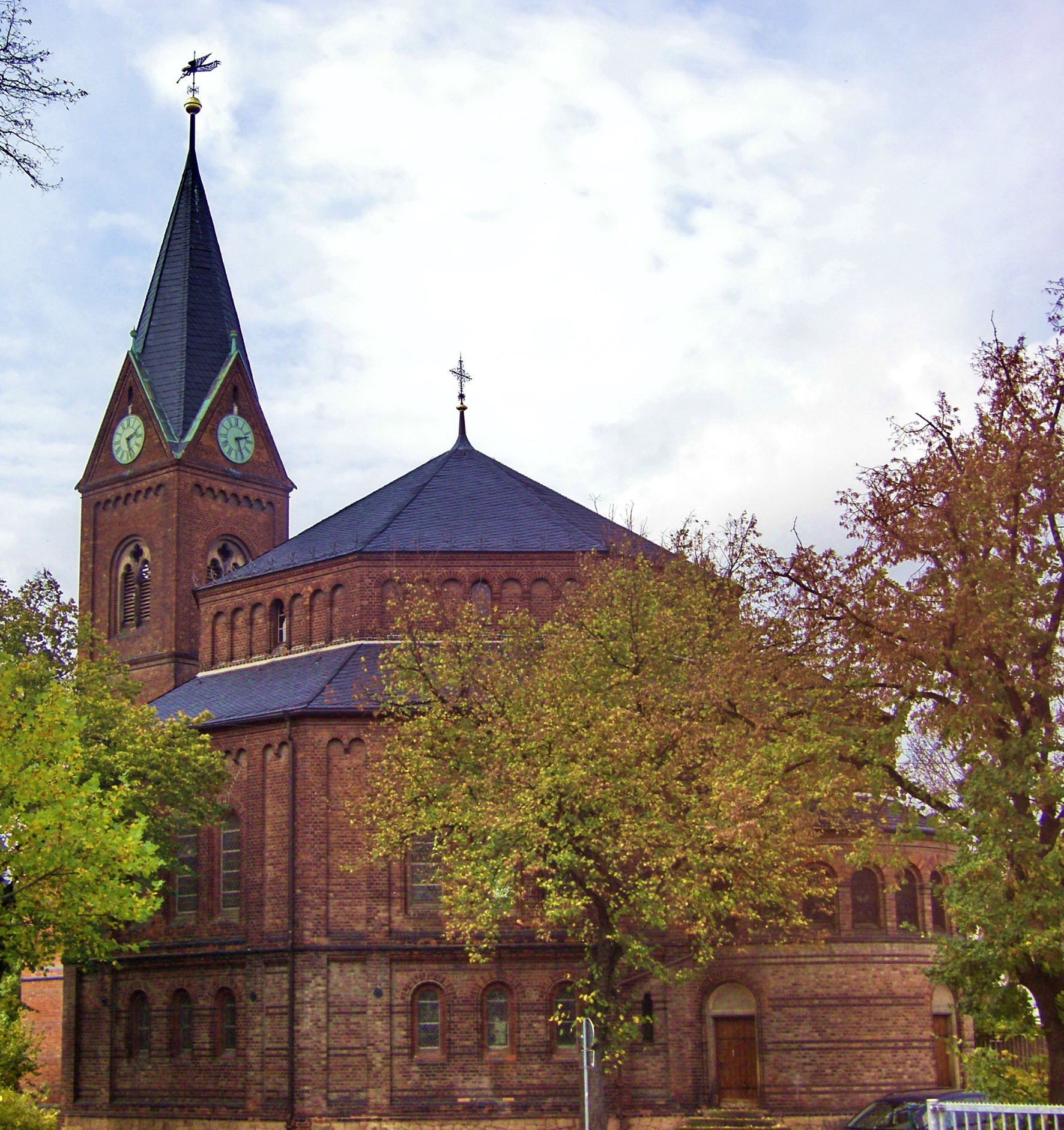
Kirche in Nietleben

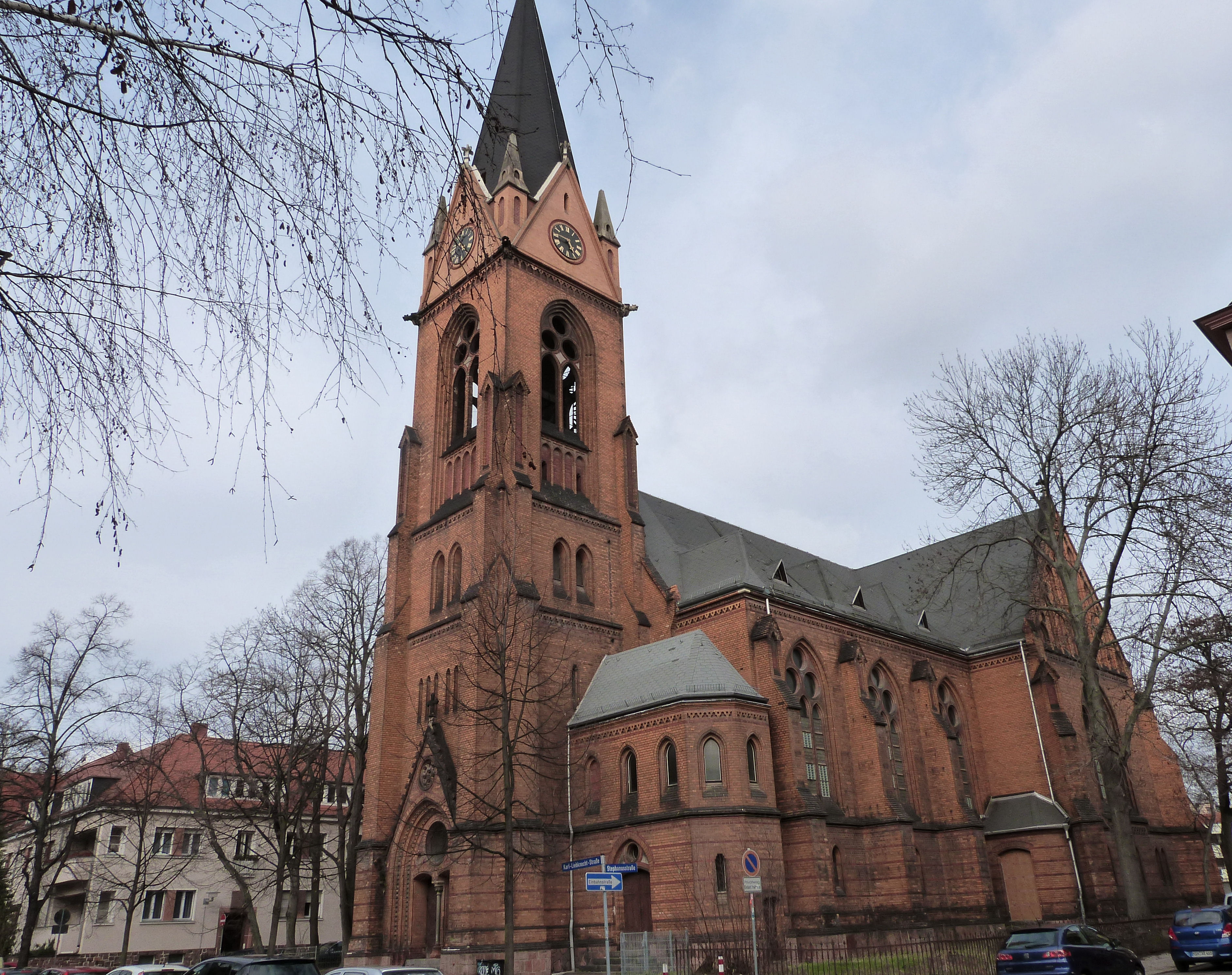
Stephanuskirche in Halle (2019)

Otto Ernst Kilburger (* 24. Februar 1830 in Halberstadt; † 8. Februar 1913 in Halle (Saale)) war ein deutscher Architekt und königlich preußischer Baubeamter.
Otto Kilburger arbeitete vor allem in Halle (Saale). Bis heute gibt es dort von ihm entworfene Gebäude, sie gehören zu den herausragenden Bauwerken der Saalestadt – so mehrere Gebäude der Martin-Luther-Universität Halle-Wittenberg und zwei Kirchen. Er tug den Titel Baurat.

## Bauten

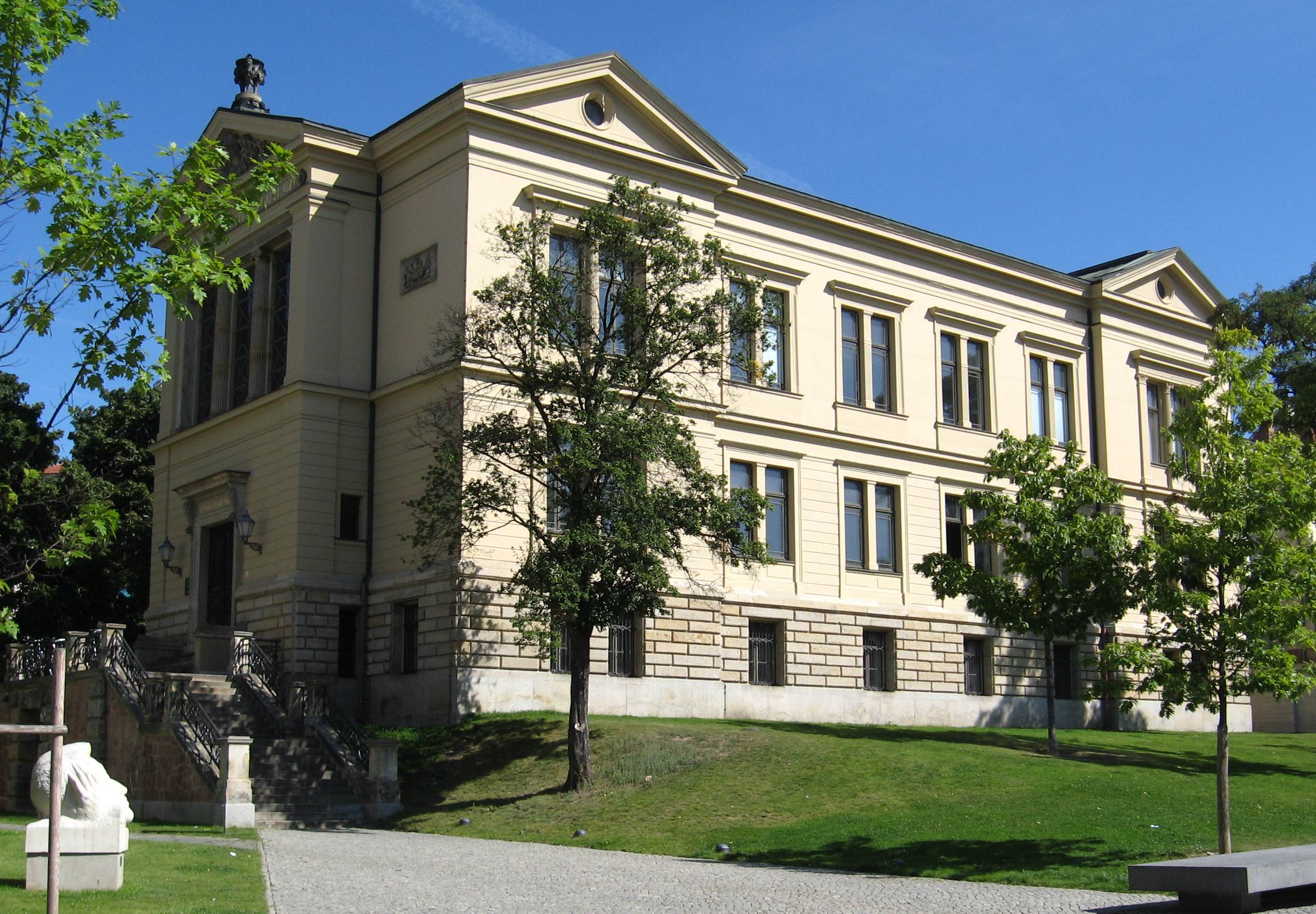
Robertinum mit Archäologischem Museum der Martin-Luther-Universität Halle-Wittenberg (2008)

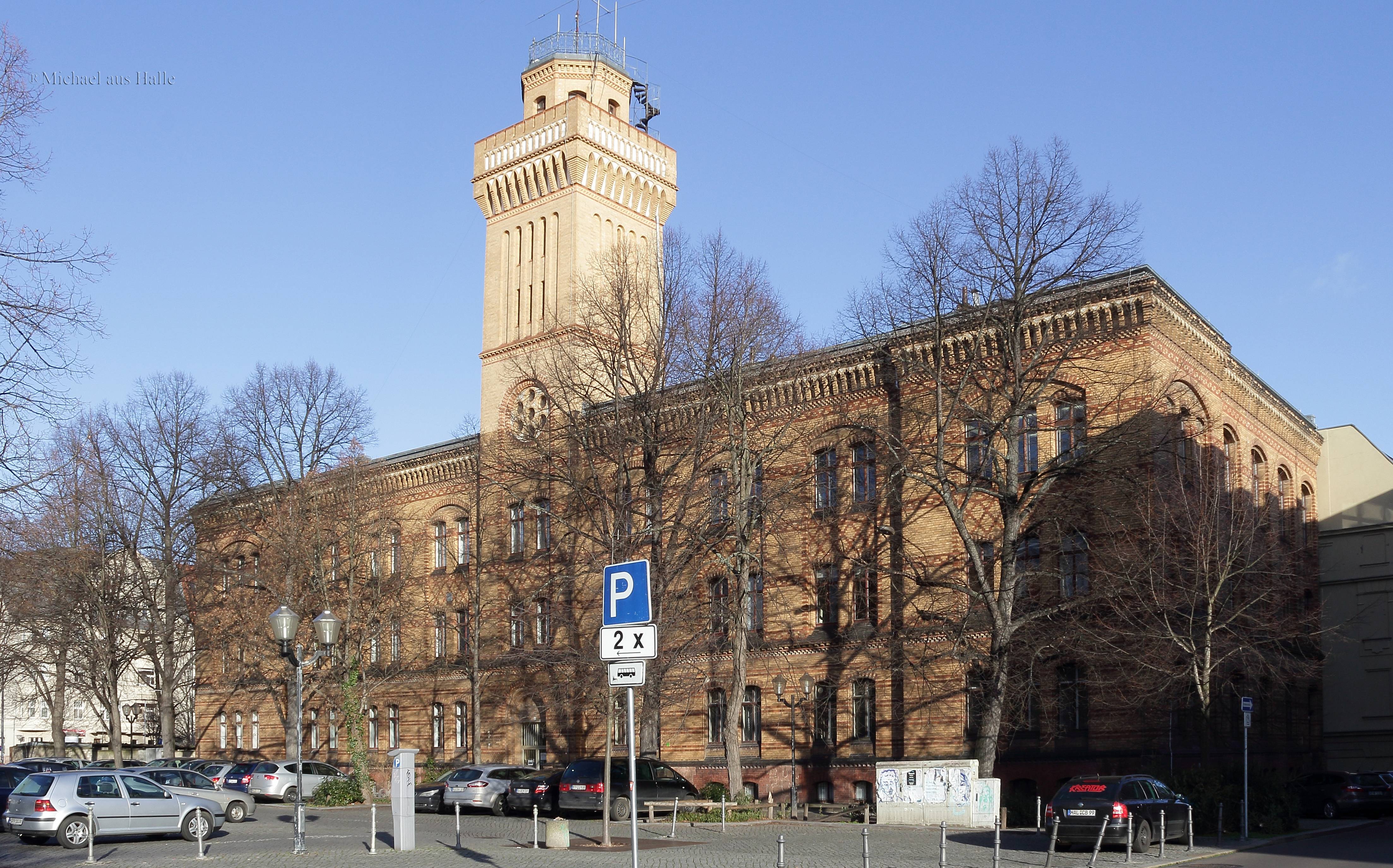
Physikalisches Institut (2014)

- Mitte des 19. Jahrhunderts: Restaurierung des Westbaus des Halberstädter Doms[3]
- 1878: Umgestaltung des Rathauses Wettin[4]
- 1886: Evangelische Kirche Nietleben (im spätromanischen Stil, inspiriert von der Kirche San Vitale in Ravenna)
- 1887: Zoologisches Institut (Umnutzung ehemaligen Universitätsklinik, heute Zentralmagazin Naturwissenschaftlicher Sammlungen) in Halle (in Zusammenarbeit mit E. Streichert und Friedrich Fahro)
- 1890: Physikalisches Institut der Martin-Luther-Universität Halle-Wittenberg (in Zusammenarbeit mit Heinrich Ludwig Alexander Hermann und Paul Emmanuel Spieker)
- 1891: Psychiatrische und Nervenklinik in Halle[5]
- 1891: Archäologisches Museum der Martin-Luther-Universität Halle-Wittenberg, seit 1922 auch Robertinum genannt (in Zusammenarbeit mit Carl Hagemann; im Stil der „hellenistischen Renaissance“)
- 1893: Evangelische Stephanuskirche in Halle

## Familie
Der Architekt Paul Kilburger war ein Sohn von Otto Kilburger.